# Bomo (Punung)
Bomo is een bestuurslaag in het regentschap Pacitan van de provincie Oost-Java, Indonesië. Bomo telt 2231 inwoners (volkstelling 2010).